# Glaucilândia
Glaucilândia là một đô thị thuộc bang Minas Gerais, Brasil. Đô thị này có diện tích 145,632 km², dân số năm 2007 là 2932 người, mật độ 20 người/km².